# Hylemya stackelbergi
Hylemya stackelbergi är en tvåvingeart som först beskrevs av Ringdahl 1934.  Hylemya stackelbergi ingår i släktet Hylemya och familjen blomsterflugor. Inga underarter finns listade i Catalogue of Life.